# Leichtathletik-Weltmeisterschaften 2023/Teilnehmer (Burundi)
| Gelbes Symbol für Goldmedaillen mit stilisierten Olympischen Ringen | Graues Symbol für Silbermedaillen mit stilisierten Olympischen Ringen | Braundes Symbol für Bronzemedaillen mit stilisierten Olympischen Ringen |
| ------------------------------------------------------------------- | --------------------------------------------------------------------- | ----------------------------------------------------------------------- |
| —                                                                   | —                                                                     | —                                                                       |

Der Leichtathletikverband von Burundi nahm an den Leichtathletik-Weltmeisterschaften 2023 in Budapest teilnehmen. Sechs Athletinnen und Athleten wurden vom burundischen Verband nominiert.

## Ergebnisse

### Männer

#### Laufdisziplinen
| Athlet                 | Disziplin | Vorlauf      | Vorlauf | Halbfinale | Halbfinale | Finale          | Finale |
| Athlet                 | Disziplin | Zeit         | Platz   | Zeit       | Platz      | Zeit            | Platz  |
| ---------------------- | --------- | ------------ | ------- | ---------- | ---------- | --------------- | ------ |
| Egide Ntakarutimana    | 5000 m    | 13:37,53 min | 21      |            |            | DNQ             | DNQ    |
| Rodrigue Kwizera       | 5000 m    | 13:35,81 min | 10      |            |            | DNQ             | DNQ    |
| Rodrigue Kwizera       | 10.000 m  |              |         |            |            | 28:21,92 min PB | 16     |
| Onesphore Nzikwinkunda | Marathon  |              |         |            |            | 2:18:27 h       | 43     |
| Olivier Irabaruta      | Marathon  |              |         |            |            | DNF             | DNF    |

### Frauen

#### Laufdisziplinen
| Athletin             | Disziplin | Vorlauf      | Vorlauf | Halbfinale | Halbfinale | Finale | Finale |
| Athletin             | Disziplin | Zeit         | Platz   | Zeit       | Platz      | Zeit   | Platz  |
| -------------------- | --------- | ------------ | ------- | ---------- | ---------- | ------ | ------ |
| Francine Niyomukunzi | 5000 m    | 15:05,24 min | 09      |            |            | DNQ    | DNQ    |
| Cavaline Nahimana    | Marathon  |              |         |            |            | DNF    | DNF    |